# Colle di Valdobbia
Il Colle di Valdobbia (in lingua walser, Verdebiufurka a Riva Valdobbia e Valdònierforko o Spissiocoll in Greschòneytitsch) è un valico a 2.480 m s.l.m., che mette in comunicazione Gressoney-Saint-Jean, nell'alta valle del Lys, con Riva Valdobbia, in alta Valsesia.

## Caratteristiche

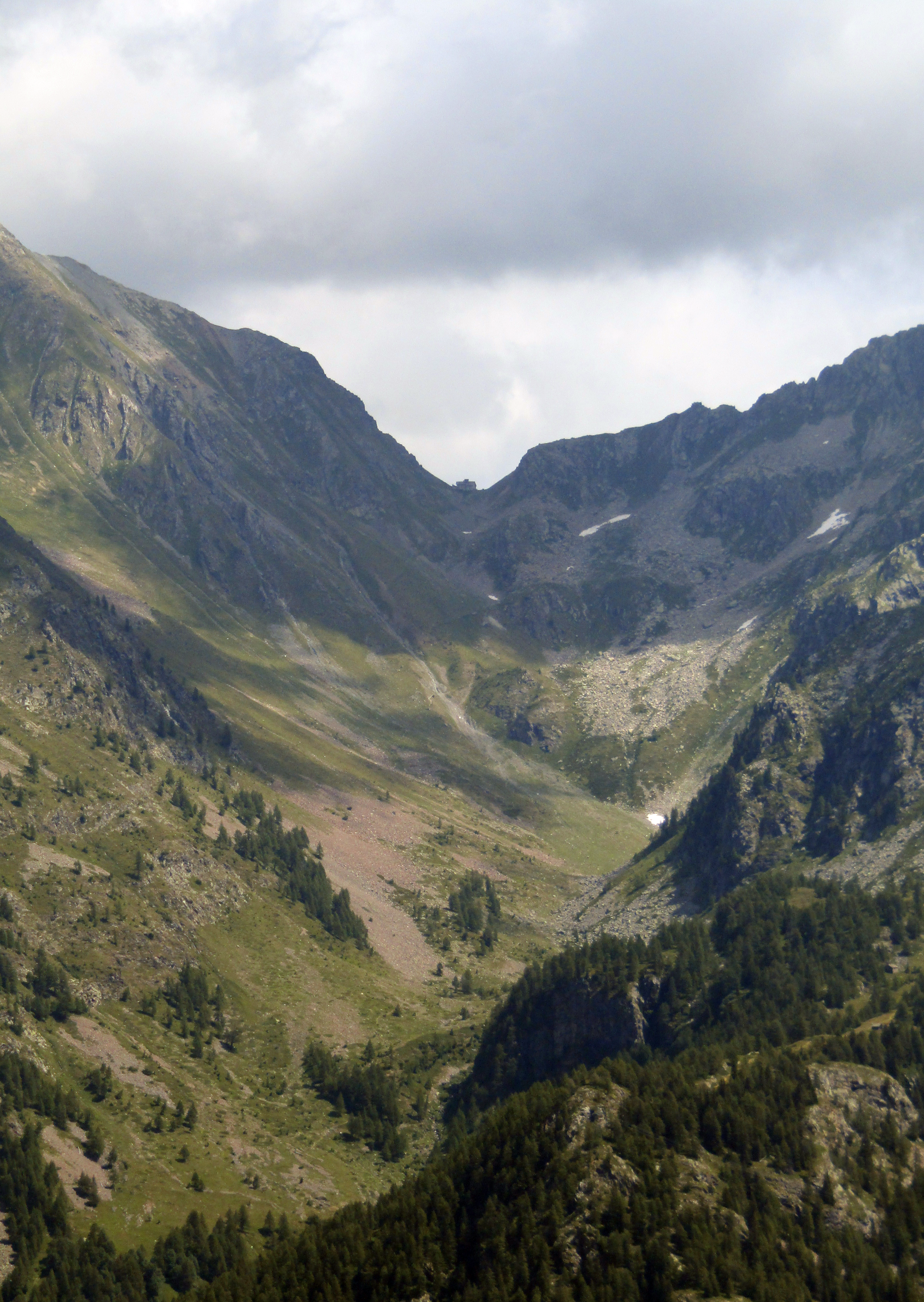
Vista dal Colle Ranzola

Il valico è transitabile esclusivamente a piedi, percorrendo un antico tracciato utilizzato in passato dagli emigranti valsesiani diretti verso la Savoia e la Francia, che, attraverso la Val Vogna, raggiungeva il colle di Valdobbia, per proseguire per i passi della Ranzola e di Joux, oltrepassare la città di Aosta e salire al colle del Piccolo San Bernardo.
Presso il valico sorge il rifugio Ospizio Sottile, costruito agli inizi del XIX secolo su iniziativa del canonico Nicolao Sottile, per garantire ai numerosi emigranti che percorrevano la strada del colle di Valdobbia la possibilità di usufruire di un luogo sicuro e accogliente dove rifugiarsi durante l'inverno e in caso di condizioni meteorologiche proibitive.

## Accesso
Il colle è accessibile per mulattiera da Riva Valdobbia, passando per la Val Vogna, oppure dalla valle del Lys.